# Scytalopus unicolor
A Scytalopus unicolor a madarak osztályának verébalakúak (Passeriformes) rendjébe és a fedettcsőrűfélék (Rhinocryptidae) családjába tartozó faj.

## Rendszerezése
A fajt Osbert Salvin angol ornitológus írta le 1895-ben.

## Előfordulása
Az Andokban, Peru területén honos. Természetes élőhelyei a szubtrópusi és trópusi hegyi esőerdők és bokrosok. Állandó, nem vonuló faj. 

## Megjelenése
Testhossza 10 centiméter.

## Természetvédelmi helyzete
Az elterjedési területe kicsi, egyedszáma ugyan csökken, de még nem éri el a kritikus szintet. A Természetvédelmi Világszövetség Vörös listáján nem fenyegetett fajként szerepel.